# Sitochroa straminealis
Sitochroa straminealis is een vlinder uit de familie van de grasmotten (Crambidae), uit de onderfamilie van de Pyraustinae. De wetenschappelijke naam van deze soort is voor het eerst voorgesteld als Phlyctaenodes straminealis door George Francis Hampson in een publicatie uit 1900.
De soort komt voor in Turkije.